# Atomfall
Atomfall é um próximo jogo de ação e sobrevivência de 2025 desenvolvido e publicado pela Rebellion Developments. Ele se passa em uma história alternativa dos anos 1960, onde os desastres nucleares de Windscale transformaram grande parte do norte da Inglaterra em uma zona de quarentena radioativa. O jogo está programado para ser lançado para Microsoft Windows, PlayStation 4, PlayStation 5, Xbox One e Xbox Series X/S em 27 de março de 2025.

## Jogabilidade
Atomfall é um jogo de ação jogado de uma perspectiva de primeira pessoa. Situado em uma história alternativa em que o incêndio Windscale de 1957 deixou grande parte do Lake District, Cumbria, em precipitação radioativa. Os jogadores podem coletar vários recursos e sucatas para fabricar armas ou usar armas de fogo para derrotar inimigos, embora as munições sejam escassas no jogo. Enquanto Atomfall é anunciado como um jogo de sobrevivência, os jogadores só precisam gerenciar a saúde e a frequência cardíaca do personagem do jogador. Combater, correr e chutar os inimigos aumentará a frequência cardíaca do protagonista, resultando em visão escurecida e audição abafada. Táticas furtivas também podem ser usadas, e o jogo pode ser concluído sem matar nenhum inimigo. Matar todos os personagens do jogo também é uma opção.
A zona rural britânica do Lake District é uma série de áreas interconectadas que podem ser exploradas livremente pelo jogador. Os jogadores devem interagir com outros personagens não jogáveis e selecionar opções de diálogo como respostas. Os jogadores eventualmente adquirirão pistas que levarão a novos objetivos e oportunidades. Os jogadores podem perseguir esses objetivos em qualquer ordem depois que eles forem desbloqueados.

## Premissa
O protagonista, um amnésico não identificado, deve explorar uma zona de quarentena estabelecida no Lake District, no norte da Inglaterra, cinco anos após o desastre nuclear de Windscale para descobrir o que aconteceu na área. Os jogadores terão que lutar contra criaturas mutantes, membros de cultos, agentes militares desonestos e robôs criados pela Divisão Britânica de Pesquisa Atômica.

## Desenvolvimento
Atomfall está sendo desenvolvido atualmente pela desenvolvedora britânica Rebellion Developments. O jogo foi inspirado em Fallout: New Vegas, que foi descrito por Ben Fisher, chefe associado de design da Rebellion, como uma experiência "densa" e que valorizava a escolha do jogador. Em vez de construir uma única área grande de mundo aberto, a Rebellion optou por construir várias zonas menores, mas interconectadas, devido à experiência da equipe em criar mapas de tamanho semelhante, tendo trabalhado na série Sniper Elite por décadas. Metro e BioShock também influenciaram o design do jogo. No entanto, ao contrário desses jogos, a jogabilidade investigativa foi priorizada pela Rebellion na tentativa de promover a liberdade dos jogadores e facilitar a construção do mundo.
Fisher descreveu-o como um jogo de sobrevivência "desesperado". Tanto o personagem do jogador quanto os inimigos no jogo são facilmente mortos. A equipe comparou a jogabilidade ao filme Children of Men, no qual os jogadores assumem o controle de um homem comum em vez de um lutador habilidoso. Pulp fiction também influenciou o jogo, com The Quatermass Experiment, The Prisoner, Doctor Who, The Wicker Man e The Day of the Triffids citados como inspirações da equipe.

## Lançamento
Rebellion Developments anunciou Atomfall em junho de 2024. O jogo está previsto para ser lançado em PlayStation 4, PlayStation 5, Windows, Xbox One e Xbox Series X/S em 27 de março de 2025.

## Ligações Externas
- Site oficial do Atomfall